# 比尼奧納省

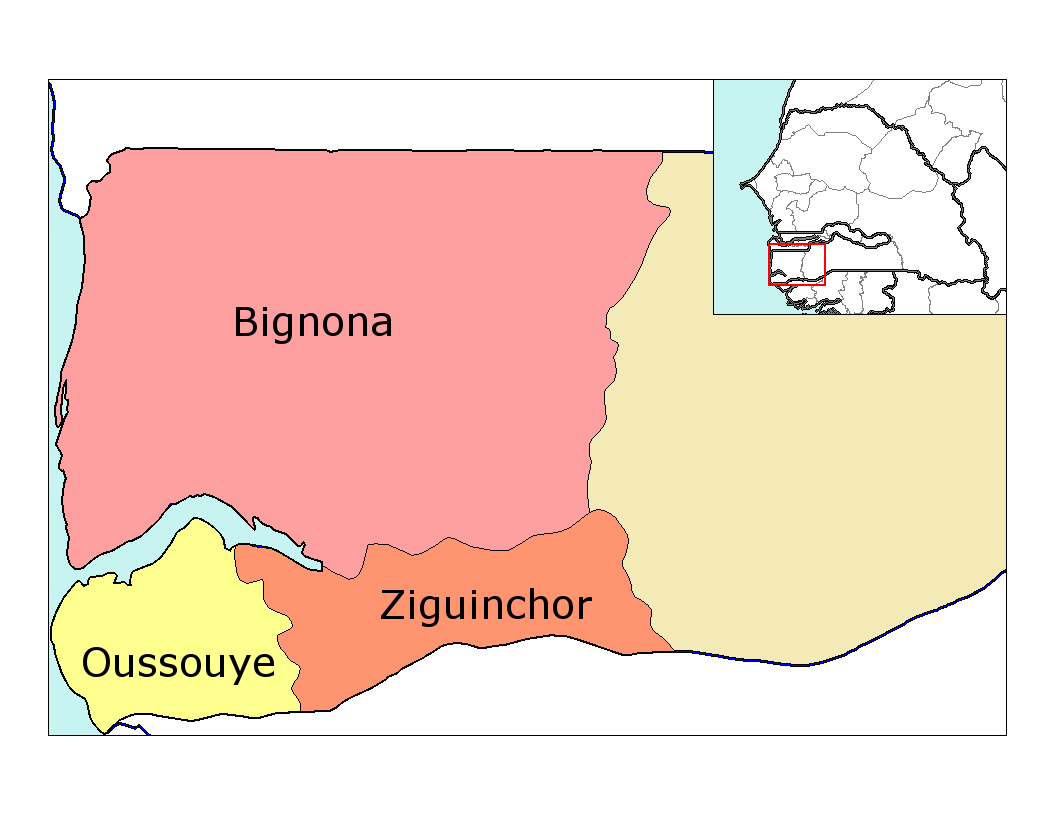

12°49′48″N 16°14′24″W / 12.830000°N 16.24°W
比尼奧納省（法語：Département de Bignona），是塞內加爾的省份，位於該國西南部，由濟金紹爾區負責管轄，首府設於比尼奧納，東南面是濟金紹爾省，面積5,295平方公里，2013年人口252,554，人口密度每平方公里48人。